# Dirk Ewald
Dirk Ewald (* 28. Oktober 1969) ist ein ehemaliger deutscher Basketballspieler.

## Laufbahn
Als Spieler gehörte Ewald zur Mannschaft des TuS Herten, die in der Saison 1990/91 in der Basketball-Bundesliga spielte, aber den Klassenerhalt in der höchsten deutschen Spielklasse verpasste. Der 1,94 Meter große Aufbau- und Flügelspieler stand später für den FC Schalke 04, bei der BG Dorsten sowie den ETB Essen auf dem Feld.
2007 wurde er Sportmanager in Herten, in seine Amtszeit fiel auch das Erreichen des zweiten Platzes in der Abschlusstabelle der 2. Bundesliga ProB im Jahr 2010. In der Sommerpause 2013 wechselte er vom Managerposten ins Traineramt. Nach einem Jahr als Cheftrainer fungierte Ewald in der Saison 2014/15 dann als Co-Trainer. Als Jugendtrainer führte er in der Saison 2011/12 die männliche U14 der Hertener Löwen zur deutschen Vizemeisterschaft, zur Mannschaft gehörte auch sein Sohn David. Im Februar 2015 verließ er die Hertener Löwen. Im Juni 2015 übernahm er den Trainerposten beim Marler BC in der 2. Regionalliga und lief später beim MBC (dann in der Landesliga) auch wieder als Spieler auf.